# M/S Odin
M/S Odin är en finländsk bil- och passagerarfärja för Ålandstrafiken. Hon byggdes 1982 på Svendborg Værft A/S i Svendborg i Danmark och levererades till Sydfynske D/S A/S i Taars i Danmark för att sättas in på linjen mellan Spodsbjerg på Langeland och Taars på Lolland.
Efter att ha seglats i syddanska vatten under många år av olika danska rederier, köptes Odin Sydfyen 2015 av J & L Shipping Ab i Mariehamn i Åland och döptes om till Odin. Hon har därefter seglat för Ålandstrafiken. 
M/S Odin går främst på Tvärgående linjen Långnäs-Överö-Snäckö.

## Bildgalleri

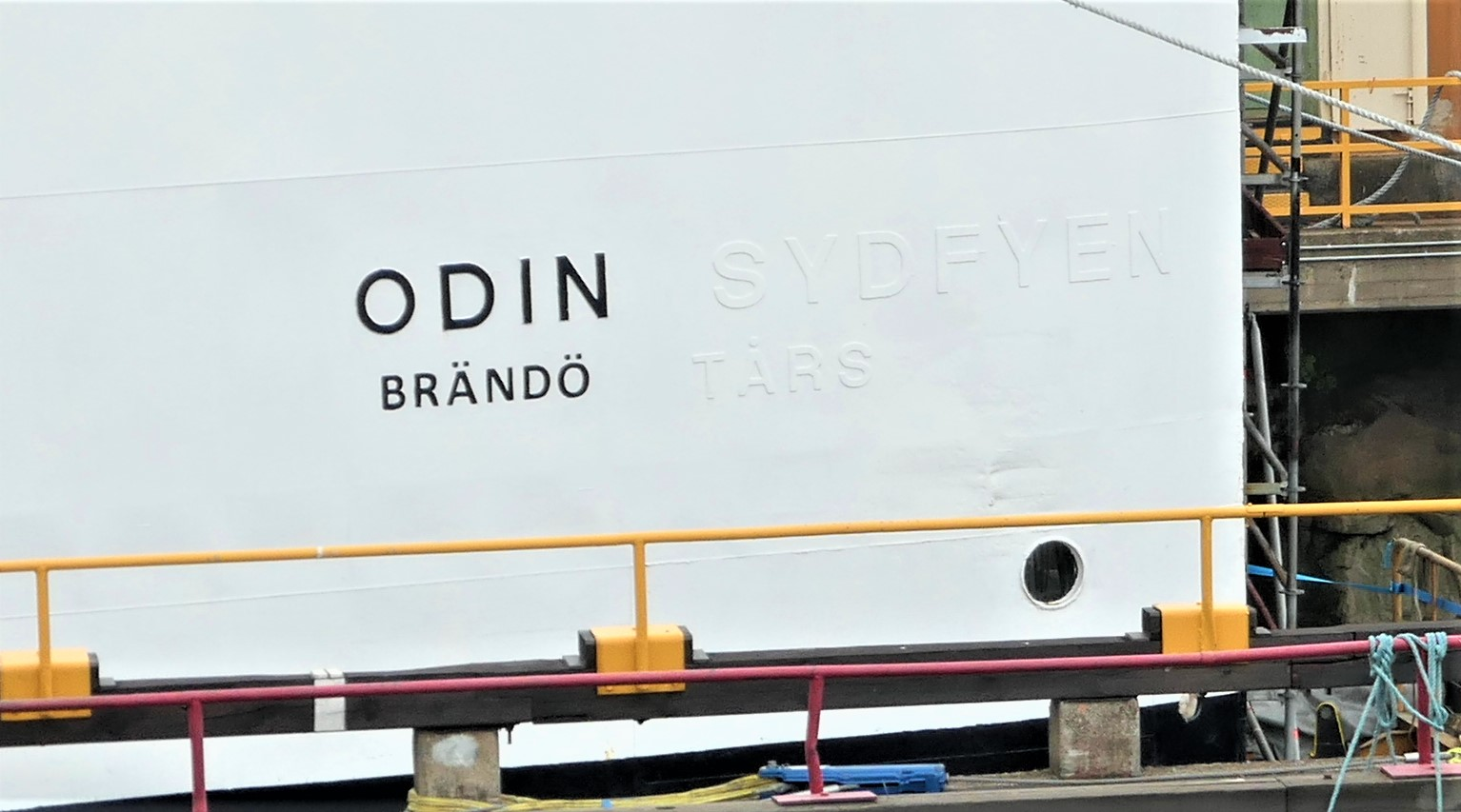
M/S Odin med spår av sitt tidigare namn på skrovet, 2021
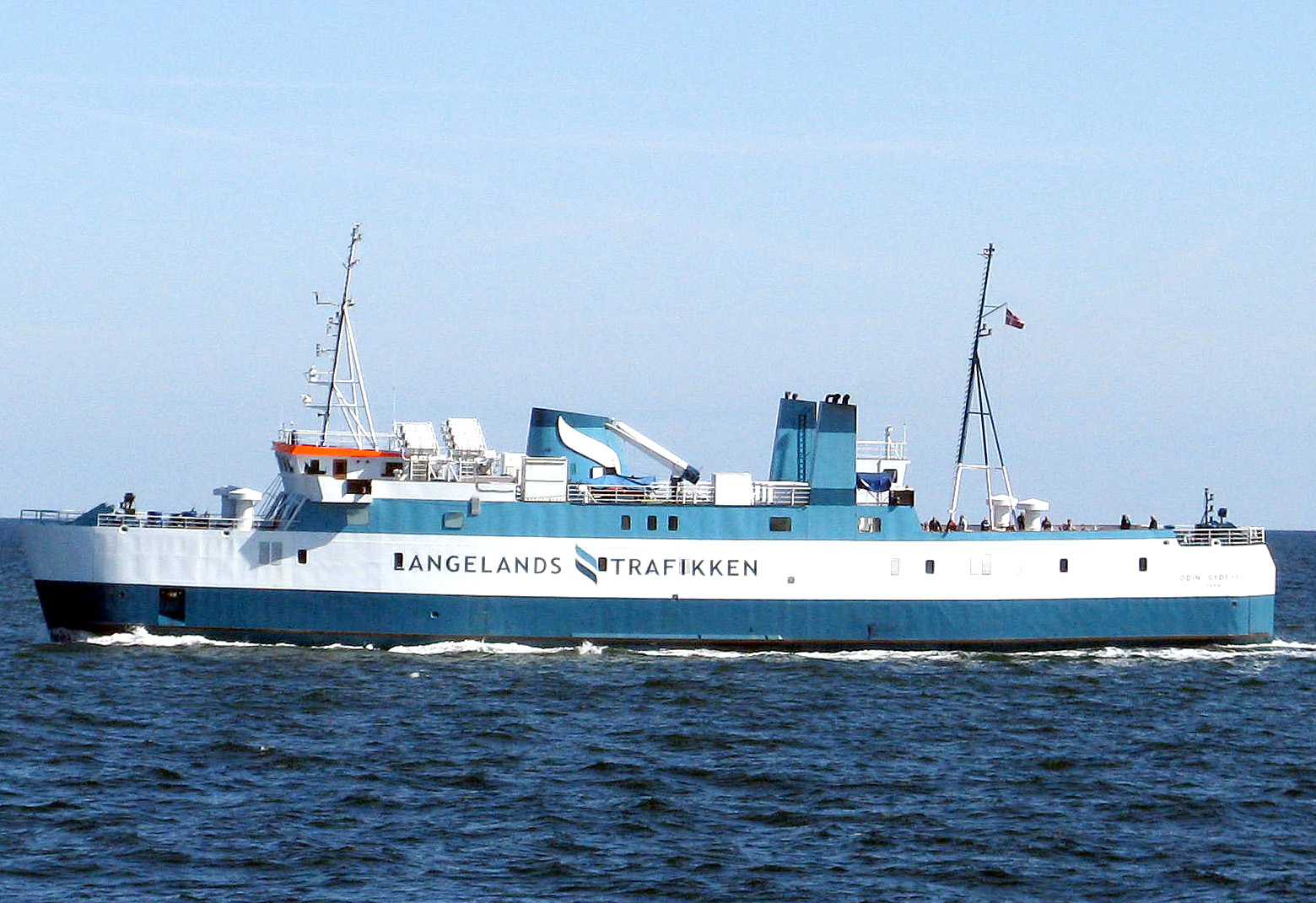
M/S Odin Sydfyen på linjen Tårs - Spodsbjerg för Angelandstrafikken, 2009
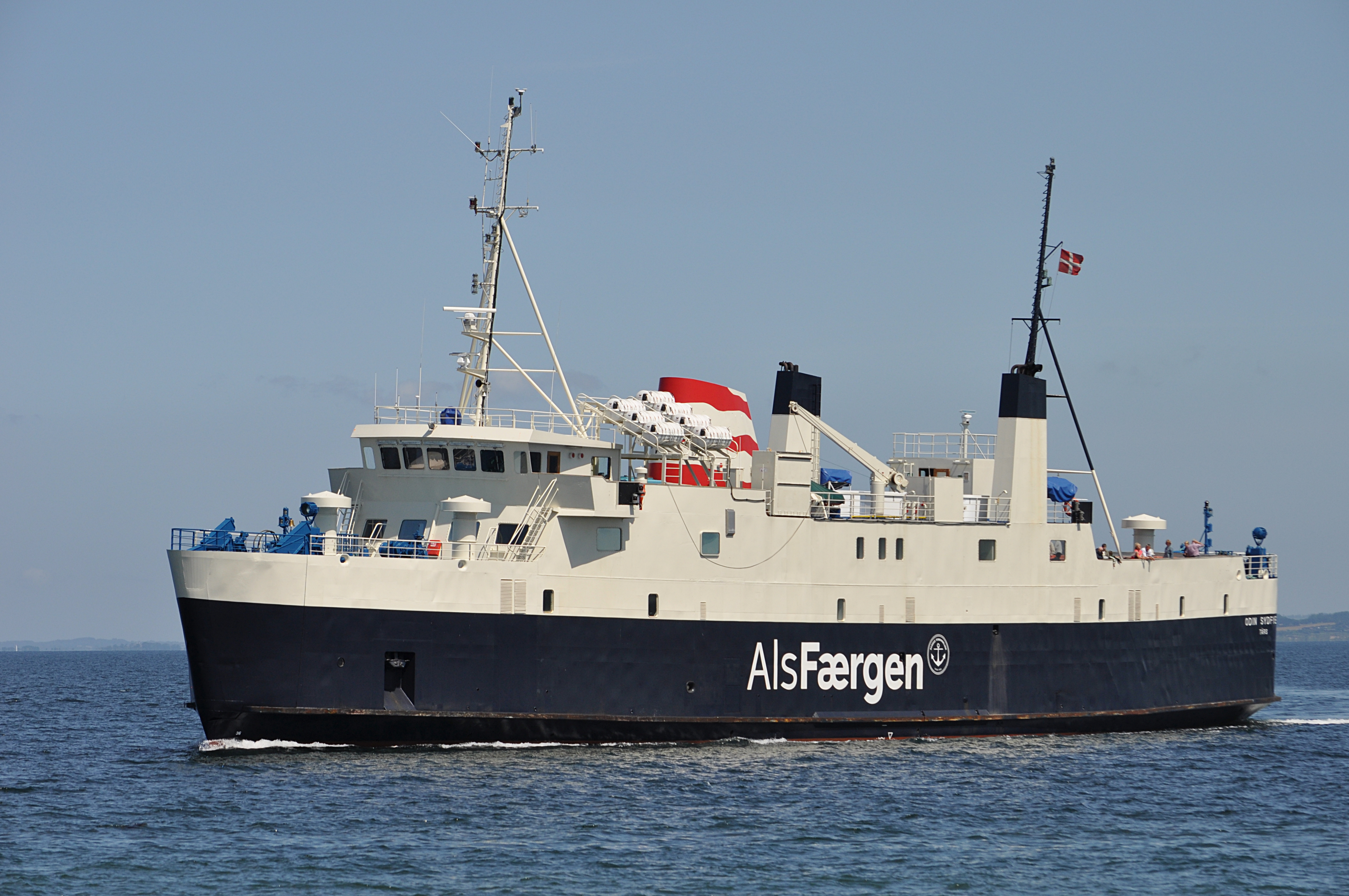
M/S Odin Sydfyen på väg mot Fynshav på Als, 2013